# Parque histórico de Ayutthaya
El Parque histórico de Ayutthaya es un complejo arqueológico tailandés, reconocido por la UNESCO como Patrimonio de la Humanidad en 1991.

## Historia
La ciudad de Ayutthaya fue fundada en 1351 como la capital del reino homónimo, la segunda formada por los tailandeses después del reino de Sujotai, fundada en el siglo anterior. Fue construido en el punto de afluencia entre los ríos Chao Phraya, Lopburi y Pa Sak, creando una isla con la excavación de un canal hacia el norte que completó el foso defensivo. En unas pocas décadas, Ayutthaya pudo someter a Sujotai y reducir el tamaño del Imperio Jemer, en ese momento el estado más importante del sudeste asiático. Desde el principio fue una ciudad cosmopolita con habitantes de origen tailandés, jemer, mon, chino, malasio e indio, una característica que habría mantenido a lo largo de su historia.
Situada cerca de la parte central del Golfo de Siam, en una posición ideal para el tráfico comercial con China y los países árabes, se convirtió en el centro más importante de la región después de la caída de Angkor, la capital jemer. Con la llegada de los primeros europeos en el siglo XVI, el comercio aumentó y Ayutthaya se enriqueció aún más, pero comenzó la guerra contra Birmania gobernada por la dinastía Toungoo, que fue capaz de conquistar la ciudad en 1569 y deportar a la mayoría parte de la población. Después de su independencia, el siglo XVII fue un período de gran prosperidad para Ayutthaya, favorecido por los pocos conflictos militares; los siameses establecieron nuevas relaciones comerciales con las florecientes economías de Persia e India, con los holandeses que habían tomado el control del Estrecho de Malaca y con los japoneses. En aquellos años, Ayutthaya vio el establecimiento en la ciudad de nuevas comunidades de extranjeros dedicadas a los negocios, las artes, la política y otros sectores de la vida social.

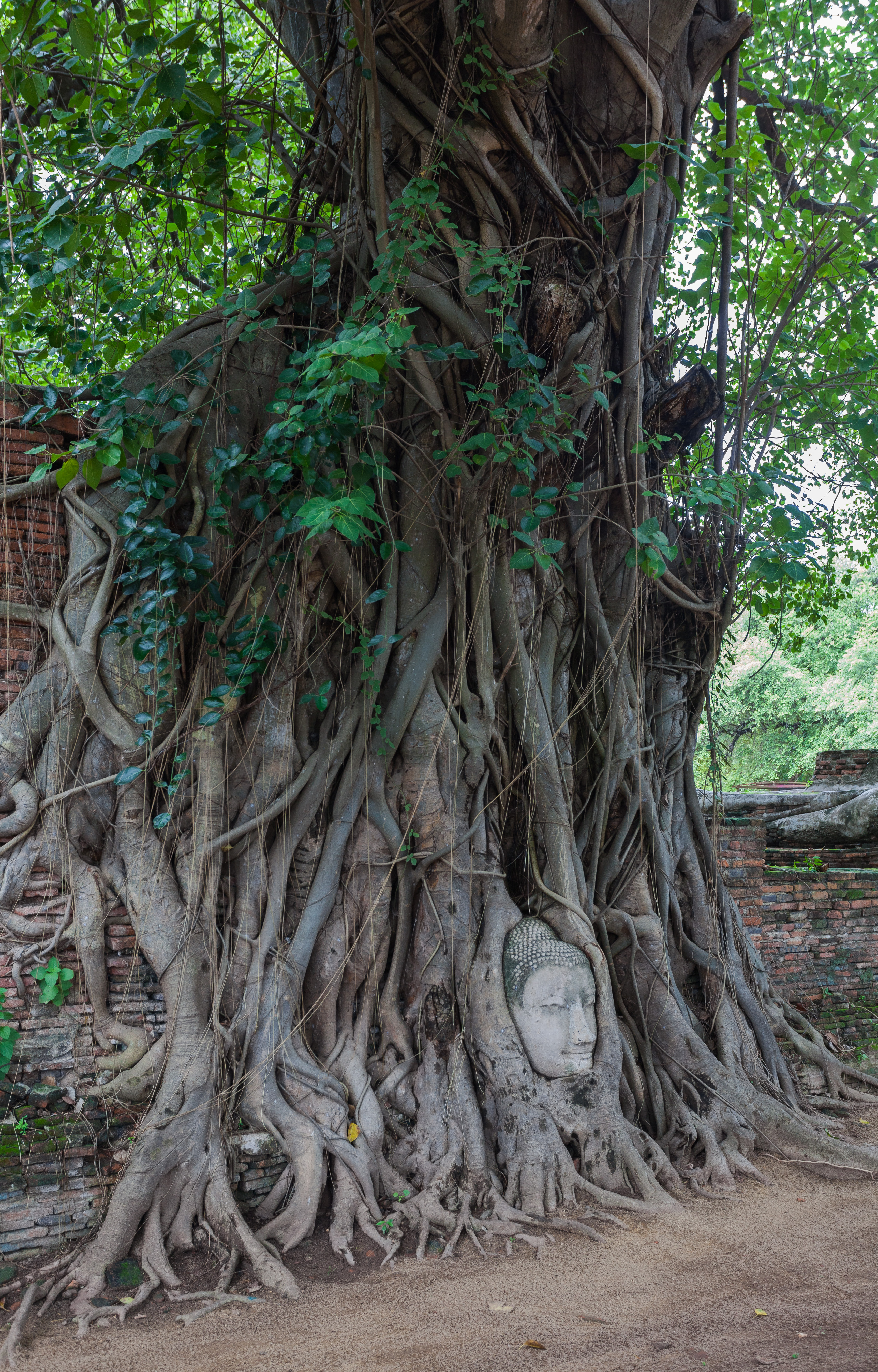
Cabeza de Buda, Wat Mahathat.

Durante el reinado de Narai (de 1656 a 1688), Siam experimentó el período de mayor esplendor de su historia. Conocido como uno de los grandes reyes del país, desarrolló aún más el comercio y la diplomacia con Occidente, especialmente con los británicos, los persas y los franceses, que ayudaron a enriquecer el reino y convirtieron a Ayutthaya en la encrucijada del comercio en la región. Promovió las artes y acogió en la corte a un gran número de importantes escritores y poetas en un período dorado para la literatura siamesa. Durante su reinado se establecieron las primeras embajadas siamesas en Europa y recurrió a la ayuda militar de los franceses, cuyos enviados describieron con asombro la magnificencia de la corte. Cada una de las diversas comunidades extranjeras que se establecieron en Ayutthaya construyó lugares de culto y palacios de acuerdo con su estilo arquitectónico, cuyas ruinas aún están presentes en el parque histórico.
A la muerte de Narai, en 1688 el cortesano Phetracha usurpó el trono y expulsaó de Siam a todos los extranjeros, excepto los misioneros; este cierre habría permanecido efectivo hasta la primera mitad del siglo XIX. La pérdida de comercio con Occidente se vio compensada por el aumento del comercio con los estados del sur y China, y la inmigración china creció durante este período. El último período de esplendor de Ayutthaya correspondió al reinado de Borommakot reinado (1732-1758), que construyó grandes templos y adquirió reputación internacional como patrono del budismo. Las artes florecieron y la economía, pero la magnificencia en la que la corte y la aristocracia fueron suavizadas pro el adormecimiento trajeron el espíritu guerrero siameses y se aprovecharon de los birmanos impulsados por la agresiva nueva dinastía Konbaung, cuya cabeza estípite Alaungpaya invadió Siam y asedió la capital en 1760. El ataque fue repelido, pero un nuevo ataque fue fatal para Ayutthaya, que capituló después de un largo asedio de 7 de abril de 1767. Los birmanos entraron en la ciudad y se entregaron a toda clase de barbarie. Los anales de Ayutthaya, los manuscritos que contienen las antiguas leyes y los textos sagrados fueron robados o quemados. Los edificios fueron quemados y destruidos, y la mayoría de la población fue deportada, incluidos unos 2000 miembros de la familia real. Ayutthaya fue abandonada e invadida por la jungla. Fue reconstruida varios años después cerca de la antigua capital. La nueva capital, Bangkok, fundada en 1782, fue construido de acuerdo con la planificación y criterios arquitectónicos de la antigua capital con el uso de arquitectos especializados y trabajadores que escaparon de la deportación. El nombre de Ayutthaya aparece en el nombre ceremonial dado a Bangkok.

## El parque histórico
El parque tiene una superficie de 169 hectáreas y las ruinas de los edificios dentro de ella demuestran la creatividad de la civilización siamesa y la capacidad de sus artistas en la asimilación de las diversas influencias culturales extranjeras que han tenido lugar a lo largo de los siglos. Los grandes palacios reales y monasterios en Ayutthaya como Sukotai y Wat Phra Si Sanphet, dan testimonio de la prosperidad que disfrutó la capital, la tecnología avanzada que se utilizó en la construcción es fascinante recordatorio de la tradición cultural antigua inherente. Todos los edificios estaban muy bien decoradas con las mejores soluciones de artesanía y extensos murales, que formula mezclas de diferentes civilizaciones que fueron la base de la técnica de Ayutthaya. Estos incluyen, en orden cronológico, el Sukhothai siameses, los jemeres de Angkor y los de los siglos XVII y XVIII en Japón, China, India, Persia y Europa, que creó una cultura cosmopolita compleja, rica y original, que se utilizó más adelante en la fusión de estilos cuyas características artísticas y arquitectónicas  han caracterizado el arte nacional tailandés posterior.

## Galería

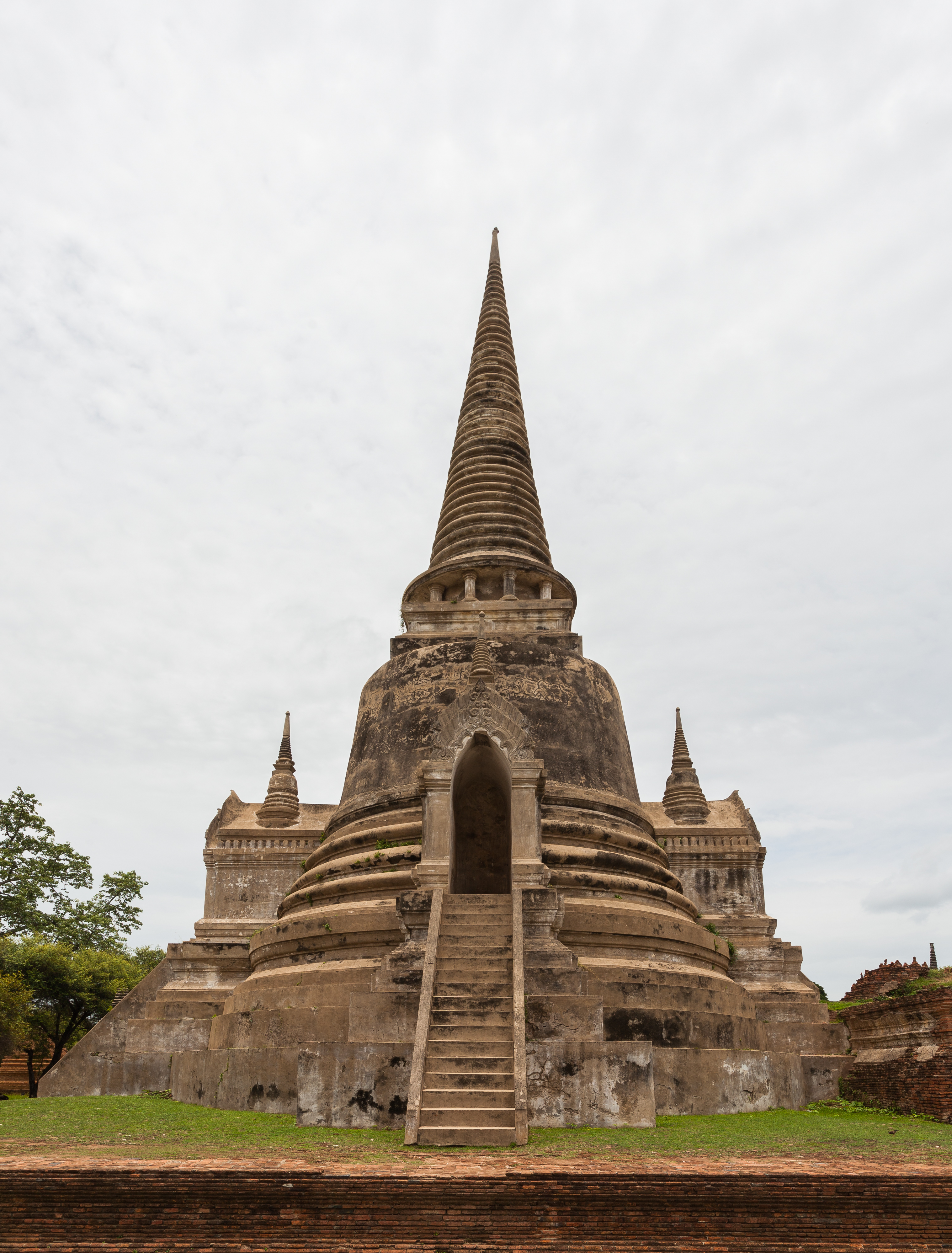
Wat Phra Sri Sanphet.
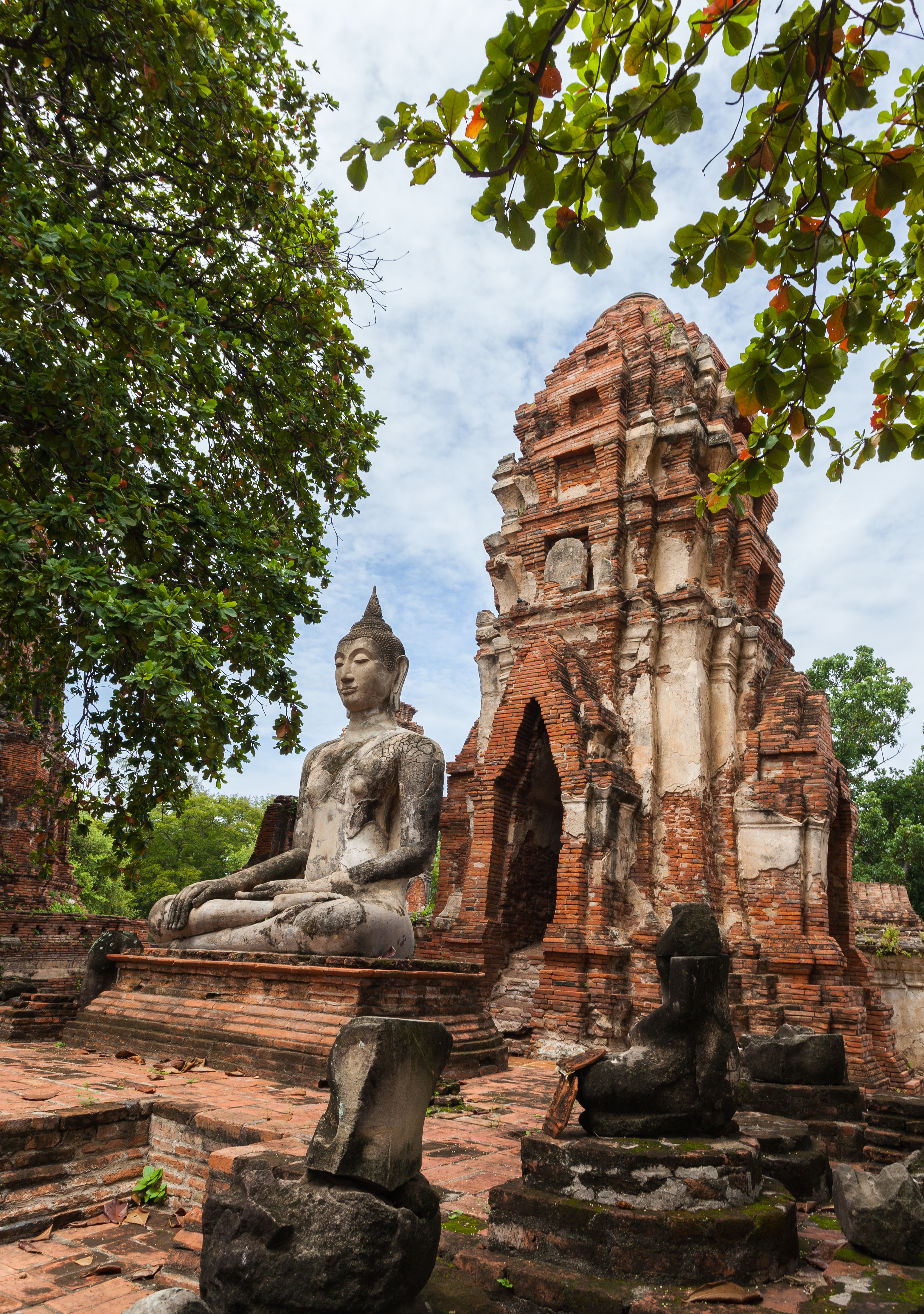
Wat Mahathat.
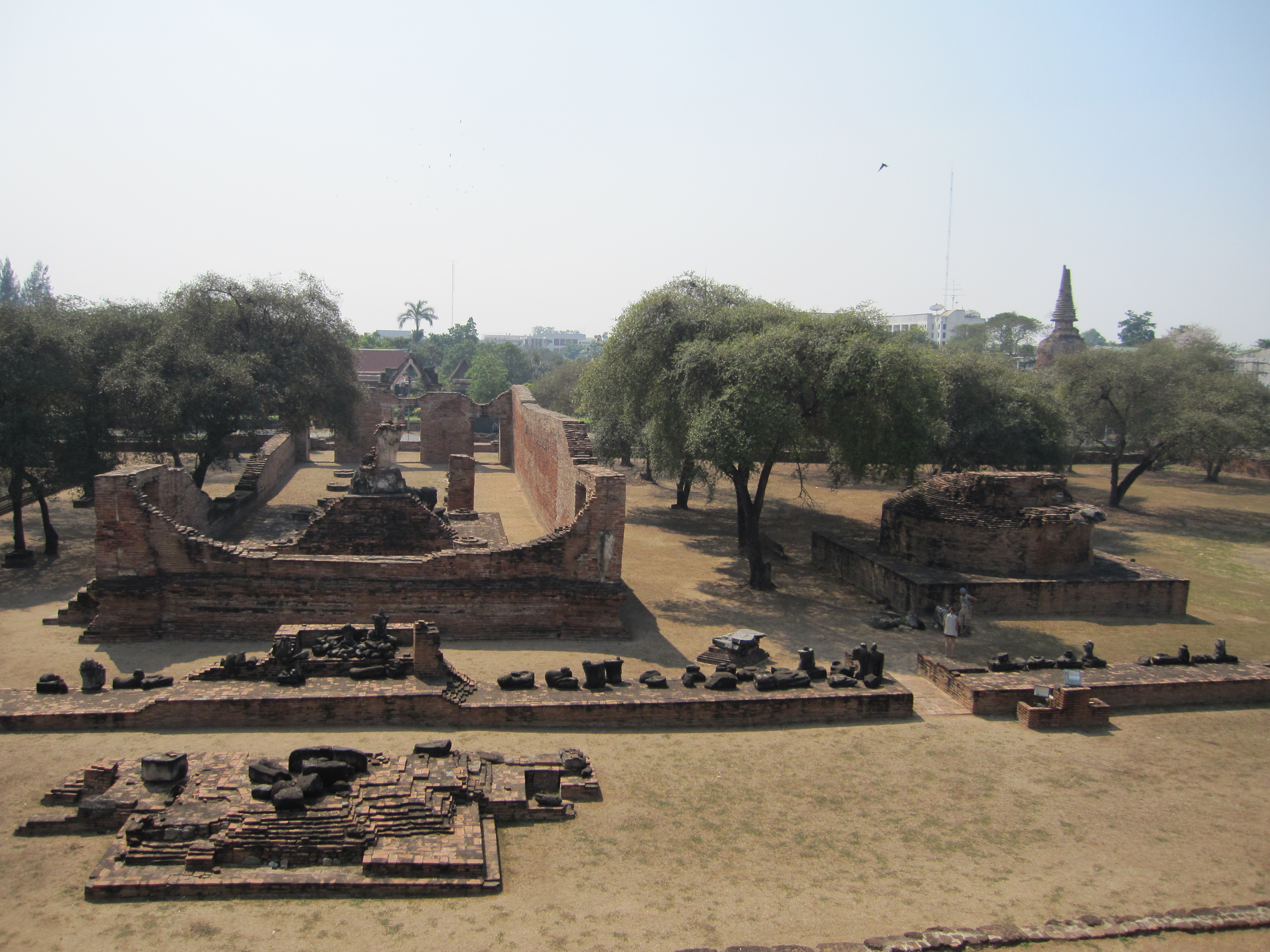
Wat Ratchaburana
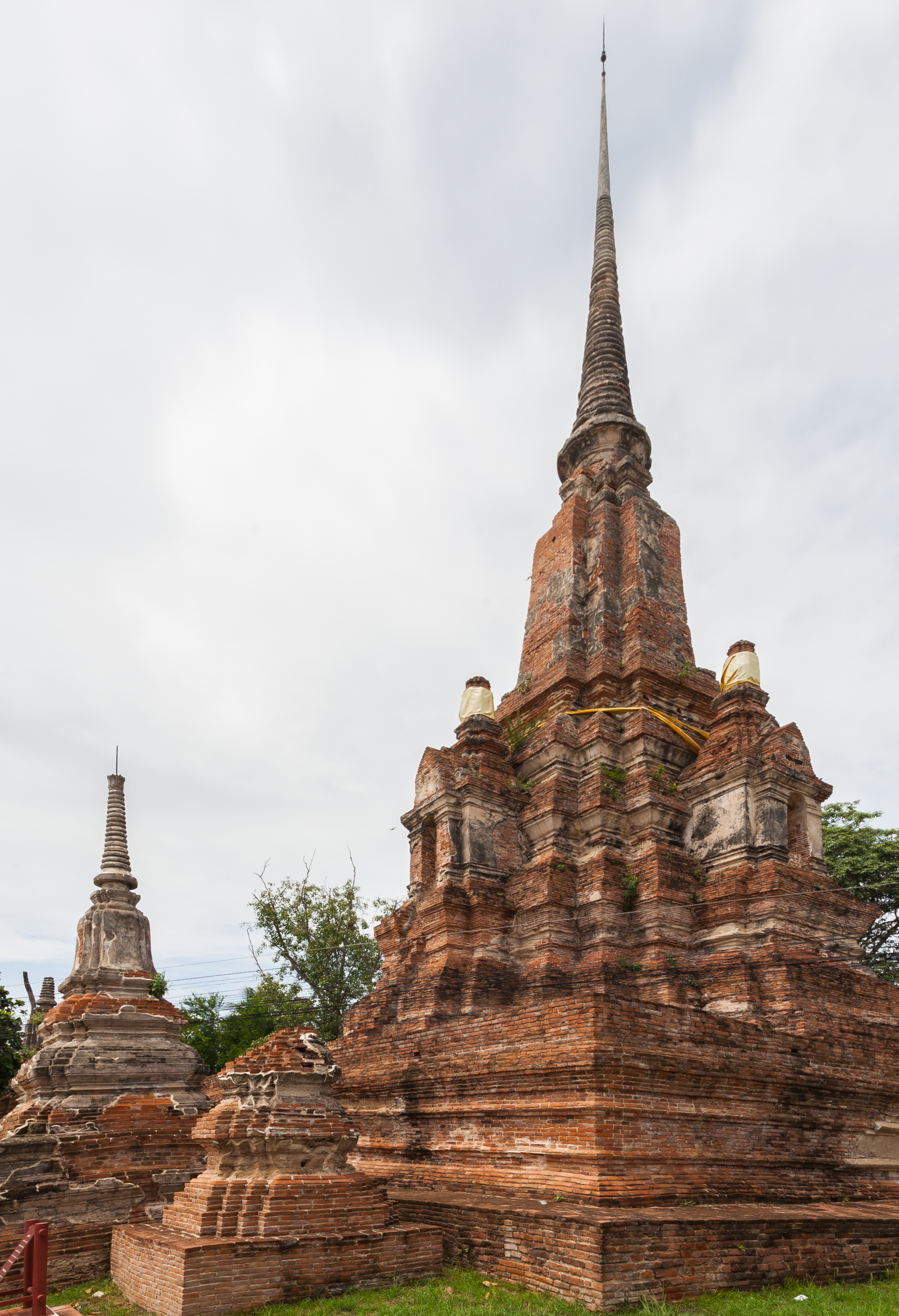
Wat Yanasen.
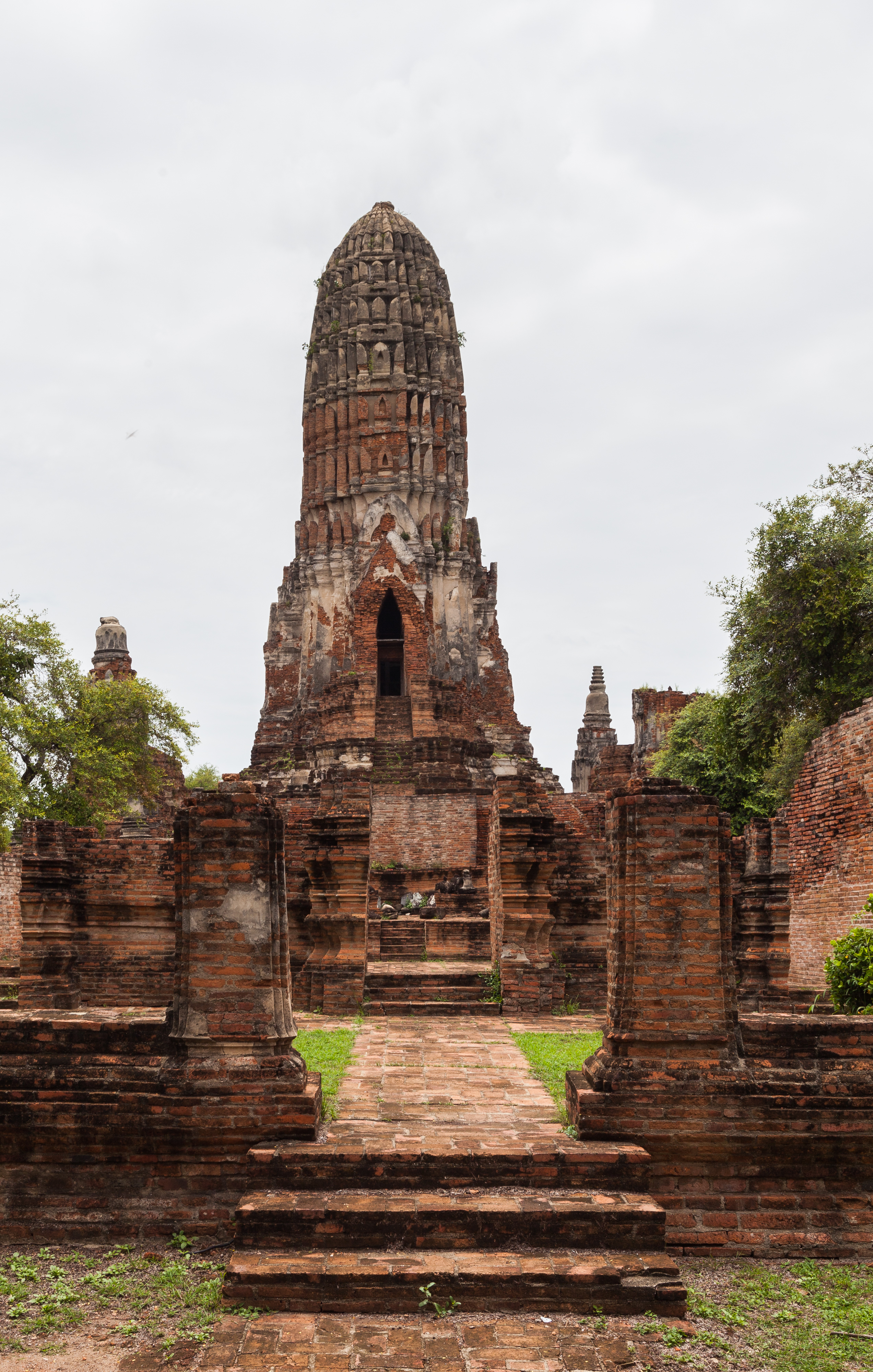
Wat Phra Ram.
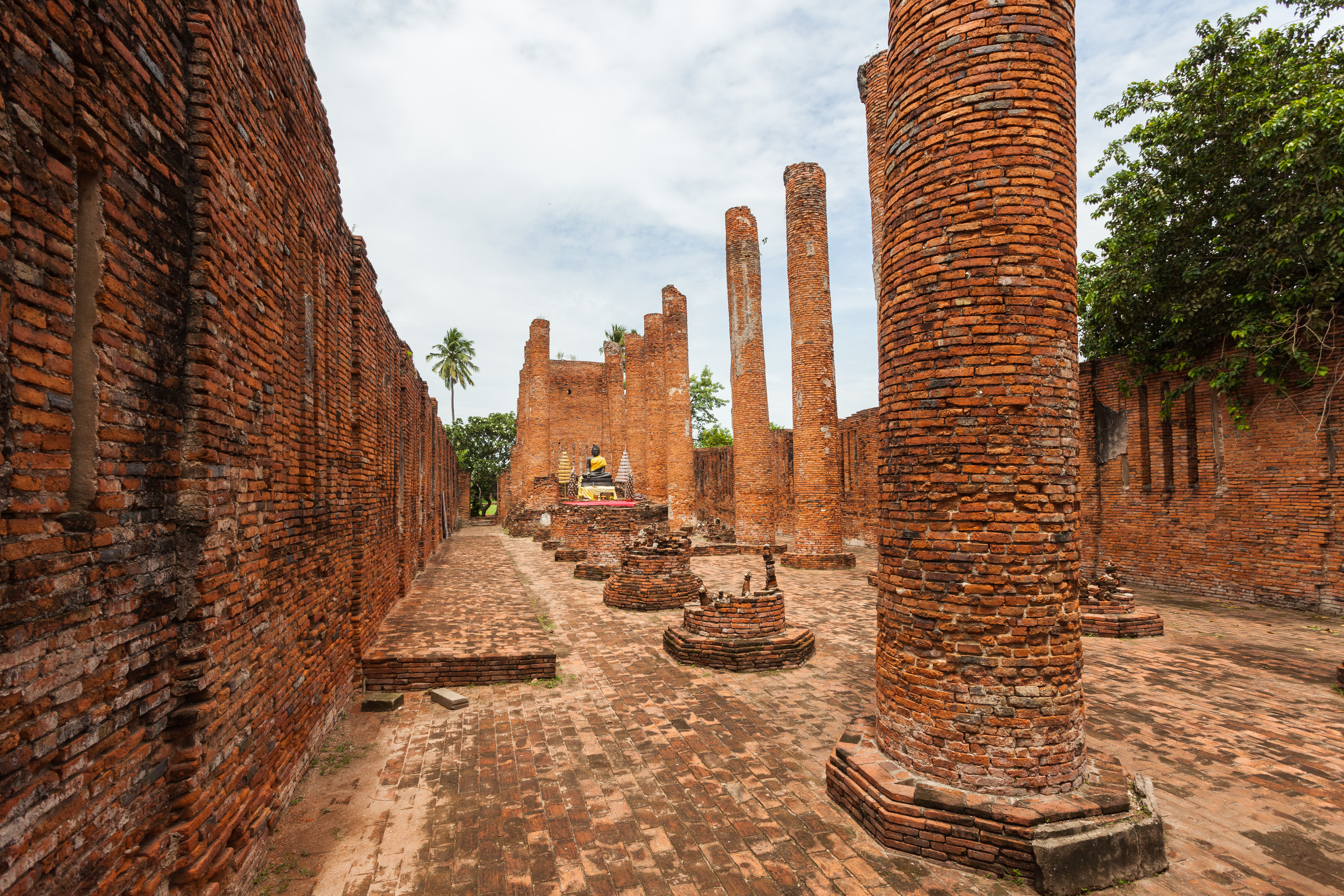
Wat Thammikarat.